# Arroyo Gutiérrez (Río Uruguay)
Der Arroyo Gutiérrez ist ein kleiner Flusslauf im Westen Uruguays.
Er entspringt auf dem Gebiet des Departamento Soriano wenige Kilometer westlich der Stadt Agraciada, südwestlich der Quelle des Arroyo Porrúa und ebenfalls westlich der in der Nähe verlaufenden Ruta 21. Von dort fließt er in westliche bis nordwestliche Richtung und mündet schließlich nahe dem Obelisco "Treinta y Tres Orientales" in den Río Uruguay. 